# Caligo superba
Caligo superba är en fjärilsart som beskrevs av Otto Staudinger och George Schatz 1887. Caligo superba ingår i släktet Caligo och familjen praktfjärilar. Inga underarter finns listade i Catalogue of Life.